# Philippe Mélanchthon
« Mélanchthon » redirige ici. Pour les autres significations, voir Mélanchthon (homonymie).
Pour le portrait de Mélanchthon par Dürer, voir Philipp Melanchthon (Dürer).
Œuvres principales
Les Lieux communs (1521)
Philippe Mélanchthon — forme francisée en usage dès le XVIe siècle,,,,,, issue de son nom latin Philippus Melanchthon, lui-même transcription à partir du grec d'une interprétation erronée de son patronyme allemand Philipp Schwarzert —, né le 16 février 1497 à Bretten (Palatinat du Rhin) et mort le 19 avril 1560 à Wittemberg (Électorat de Saxe), est un érudit humaniste, philosophe et réformateur protestant allemand.
Docteur en théologie, professeur à l'université, disciple de Martin Luther, Mélanchthon est surtout connu pour avoir rédigé, en 1530, la Confession d'Augsbourg. Il est en outre le créateur du terme psychologie, forgé à partir du grec.

## Jeunesse et éducation
Mélanchthon naît le 16 février 1497 à Bretten, près de Karlsruhe, dans le Palatinat (Saint-Empire, actuelle Allemagne), où son père, Georg Schwartzert, est armurier au service du comte palatin Philippe Ier.
En 1507, il est envoyé à l'école latine de Pforzheim, dont le recteur, Georg Simler de Wimpfen, l'initie à l'étude des poètes latins et grecs ainsi qu'à la philosophie d'Aristote. 
Il sera très influencé par son grand-oncle, Johannes Reuchlin, un des principaux représentants de l'Humanisme, qui lui conseille de changer son nom de famille, Schwartzert (ressemblant à « Schwarzerd(e) » littéralement « terre noire » en haut allemand), en Mélanchthon, au sens équivalent en grec ancien.
Avant même d'avoir atteint treize ans, il entre en 1509 à l'Université de Heidelberg où il étudie la philosophie, la rhétorique et l'astronomie (alors étroitement liée à l'astrologie) et acquiert la réputation d'un bon helléniste. Se voyant refuser le degré de maître à cause de son jeune âge, il se rend à Tübingen en 1512 où il poursuit des études humanistes, philosophiques et en astronomie/astrologie, mais se consacre aussi à l'étude du droit, des mathématiques et de la médecine.
Quand en 1516, après avoir terminé le cours de philosophie, il obtient le grade de magister, il commence à étudier la théologie. 
Sous l'influence d'hommes comme Johannes Reuchlin et Érasme, il se convainc que le véritable christianisme est différent de la théologie scolastique telle qu'enseignée à l'Université. Mais il n'a pas encore d'opinion définitive à ce sujet, puisque plus tard il qualifiera Luther de père spirituel. Il devient d'abord maître d'études, chargé d'enseigner aux étudiants plus jeunes. Il donne aussi des cours sur l'art oratoire, sur Virgile et sur Tite-Live.
Ses premières publications sont une édition de Térence (1516) et une grammaire grecque (1518), mais il a également écrit auparavant une préface aux Epistolae clarorum virorum de Reuchlin (1514). Il réalise aussi une édition de Cicéron qui a un grand succès et sera rééditée de nombreuses fois, en particulier par les imprimeurs lyonnais.

## Professeur à Wittemberg
Sentant une vive opposition du parti scolastique aux réformes qu'il souhaite introduire à l'université de Tübingen, Mélanchthon accepte volontiers un poste de professeur de grec à Wittemberg, où il suscite une grande admiration avec son De corrigendis adolescentiae studiis inaugural. Il fait cours devant cinq à six cents étudiants, puis mille cinq cents. Il est tenu en haute estime par Martin Luther, dont l'influence le conduit à l'étude des Écritures, surtout de l'apôtre Paul, et ainsi à une connaissance plus vivante de la doctrine évangélique du salut.
Philippe Mélanchthon assiste à la disputatio de Leipzig (1519) qui voit s'affronter verbalement Luther et Jean Eck ; il n'est que spectateur, mais influence suffisamment la discussion par ses commentaires et ses suggestions pour donner à Jean Eck un prétexte pour l'attaquer. Dans sa Defensio contra Johannem Eckium (Wittemberg, 1519) il avait déjà clairement développé les principes de l'autorité des Écritures et de la nécessité de leur interprétation.
En raison de l'intérêt qu'il montre pour la théologie dans ses conférences sur l'Évangile de Matthieu et l'Épître aux Romains, en même temps que dans ses recherches sur la doctrine de Paul, on lui accorde le grade de bachelier (baccalaureus) en théologie, et son poste est transféré à la faculté de théologie. Bientôt, il est lié encore plus fortement à Wittemberg par son mariage avec Katharina Krapp, la fille du maire, mariage contracté sur les instances pressantes de ses amis, et particulièrement de Luther (25 novembre 1520).

## Controverses théologiques
Au début de l'année 1521, dans son Didymi Faventini versus Thomam Placentinum pro M. Luthero oratio (Wittemberg, n.d.), Mélanchthon défend Luther en prouvant que ce dernier ne rejetait que les pratiques papales et ecclésiastiques qui contredisaient les Écritures, mais non la vraie philosophie ni le « vrai christianisme ». Mais durant l'absence de Luther, réfugié au château de la Wartbourg pendant les troubles provoqués par les « prophètes » de Zwickau, Philippe Mélanchthon, par manque de fermeté et d'assurance, ne fit pas preuve de l'autorité nécessaire pour gérer ce problème, si bien que, sans l'intervention énergique de Luther, les « prophètes » n'auraient pu être réduits au silence.

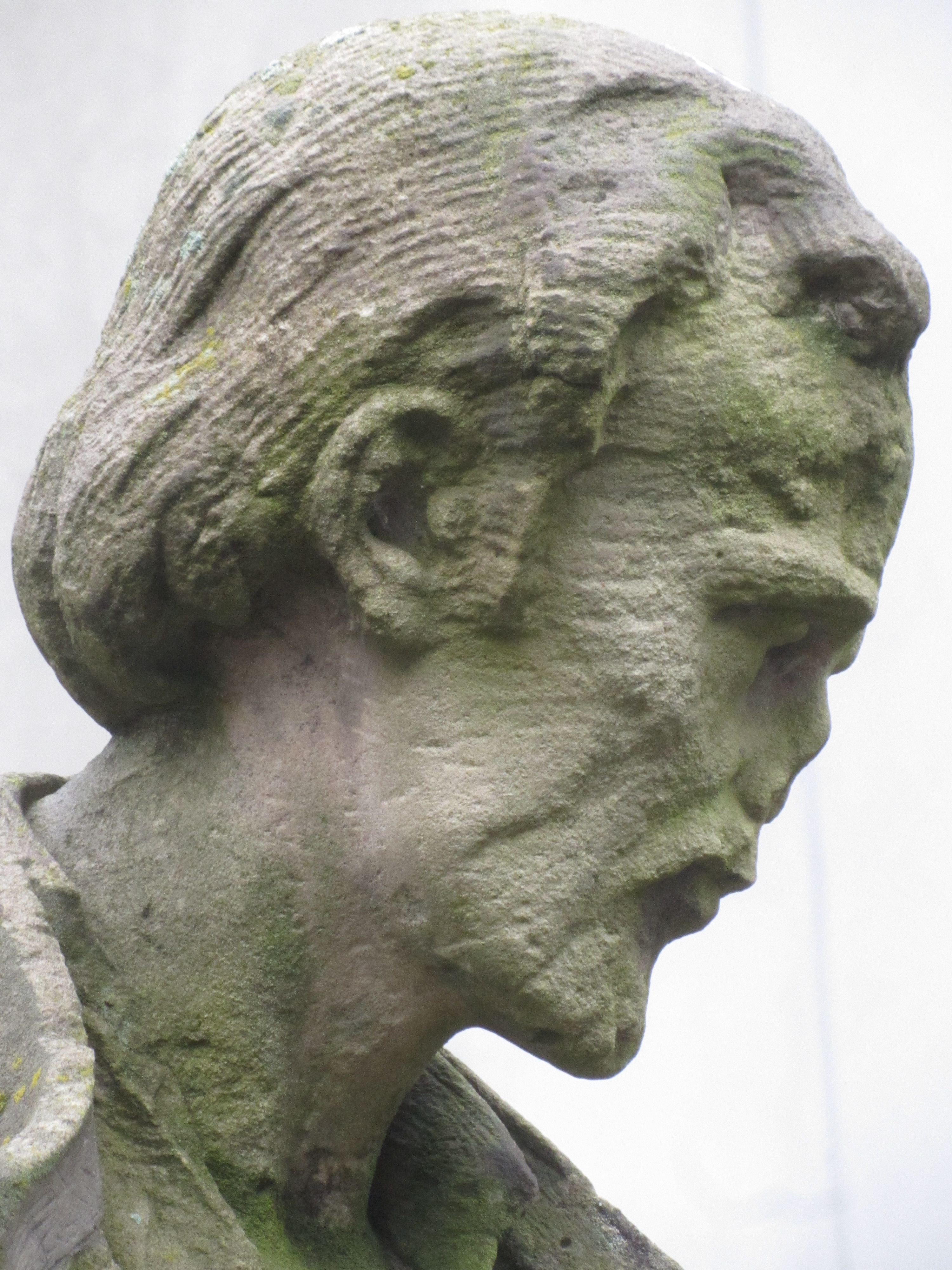
Tête de la statue de Melanchton devant un lycée à Francfort

La parution des Loci communes rerum theologicarum seu hypotyposes theologicae de Mélanchthon (Wittemberg et Bâle, 1521) fut très importante pour la confirmation et l'expansion des idées de la Réforme. En accord parfait avec Luther, Mélanchthon présente la nouvelle doctrine du christianisme sous la forme d'une discussion des « pensées  principales » de l'Épître aux Romains. Son but n'était pas de donner une exposition systématique de la foi chrétienne, mais une clef pour la compréhension exacte des Écritures.
Néanmoins, il continue son cours de lettres classiques et, après le retour de Luther, il aurait pu renoncer entièrement à son travail théologique si Luther n'avait pas insisté.
Au cours d'un voyage à sa ville natale, en 1524, il est amené à traiter avec le légat du pape Campeggio qui essaie de l'arracher à la cause de Luther, mais sans succès, ni à ce moment, ni plus tard. Dans son Unterricht der Visitatoren an die Pfarrherren für das Kurfürstentum Sachsen  (1528), Mélanchthon présente clairement sa vision de la doctrine évangélique du salut en jetant les bases de la réforme de la doctrine aussi bien que des règlements des églises et des écoles, mais sans faire la moindre attaque directe contre l'enseignement de l'Église romaine.
En 1529, il accompagne le prince électeur à la Diète de Spire pour représenter la cause évangélique. Ses espoirs d'amener le parti impérial à une reconnaissance pacifique de la Réforme ne se réalisent pas. Il se repent plus tard de la sympathie qu'il avait manifestée envers les Suisses à la Diète, il considère la doctrine de Zwingli sur la Cène comme « un dogme impie » et il confirme Luther dans son attitude de refus.

## Confession d'Augsbourg
Bien que fondée sur les articles de Luther, ceux de Schwabach et de Marbourg, la confession d'Augsbourg, qui fut présentée devant la Diète d'Augsbourg en 1530, était surtout l'œuvre de Mélanchthon. Il est vrai que Luther n'a pas caché le fait que l'attitude irénique de cette confession n'était pas ce qu'il avait souhaité mais, ni lui, ni Mélanchthon, n'étaient conscients de la moindre différence dans la doctrine ; aussi la profession de foi protestante la plus importante est-elle un monument de l'harmonie entre les deux réformateurs sur les enseignements de l'Évangile. Certains diraient qu'à la Diète, Mélanchthon n'a pas montré cette attitude digne et ferme que la foi en la vérité et la justice de sa cause auraient pu lui inspirer, peut-être parce qu'il n'avait pas cherché à jouer le rôle d'un chef politique, de même qu'il a peut-être manqué de la connaissance nécessaire de la nature humaine, aussi bien que d'énergie et de décision. L'Apologie de la Confession d'Augsbourg, également l'œuvre de Mélanchthon, était aussi une exposition claire des doctrines contestées, tirées immédiatement de l'expérience et des Écritures.
Maintenant dans une tranquillité relative, Mélanchthon pouvait se consacrer à ses travaux universitaires et littéraires. Le travail théologique le plus important de cette période fut les Commentarii in Epistolam Pauli ad Romanos (Wittemberg, 1532), un ouvrage remarquable en ce que, pour la première fois, il établissait sur un plan dogmatique que l'expression « être justifié » signifiait « être regardé comme juste », alors que l'Apologie plaçait toujours côte à côte les deux significations « être rendu juste » et « être regardé comme juste ». La réputation croissante de Mélanchthon fut l'occasion pour lui de recevoir plusieurs appels honorables à Tübingen (septembre 1534), en France et en Angleterre, mais son respect pour le prince électeur l'incita à les refuser.

## Discussions sur la Cène et la Justification

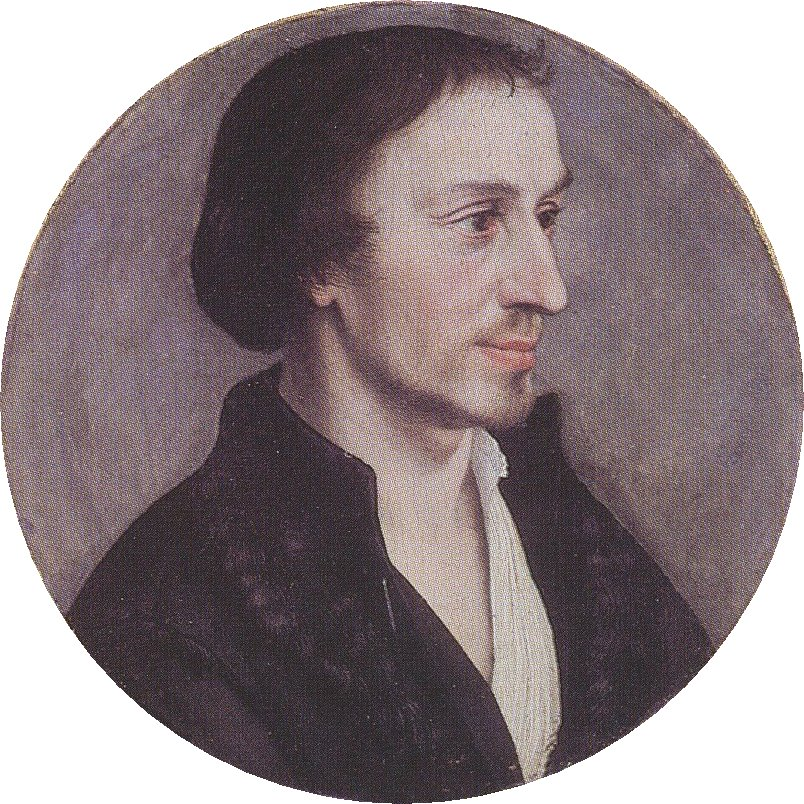
Portrait de Philippe Mélanchthon, par Hans Holbein le Jeune, 1535. Niedersächsisches Landesmuseum, Hanovre.

Il prit une part importante aux discussions sur la Cène qui commencèrent en 1531. 
Il approuva totalement la Concorde de Wittemberg, envoyée par Martin Bucer à Wittemberg et, à l'instigation du Landgrave de Hesse, discuta de la question avec Martin Bucer (1491-1551) à Cassel, à la fin de 1534.
Il travailla avec passion à un accord, car ses études de patristique et le Dialogue (1530) de Jean Œcolampade l'avaient incité à douter de l'exactitude de la doctrine luthérienne. 
De plus, après la mort d'Ulrich Zwingli (1484-1531) et le changement de la situation politique, ses premiers scrupules concernant une union perdaient leur poids. 
Bucer n'alla pas jusqu'à croire avec Luther que le vrai corps du Christ dans la Cène était broyé avec les dents, mais admettait l'offrande du corps et du sang dans les symboles du pain et du vin. 
Mélanchthon discuta les vues de Bucer avec les principaux partisans de Luther ; mais Luther lui-même ne voulut pas accepter qu'on voilât simplement le différend.
Les relations entre Mélanchthon et Luther ne furent pas troublées par son office de médiateur, bien que Luther eût un moment pensé que Mélanchthon était « presque de l'opinion de Zwingli » ; malgré tout, il souhaitait « partager son cœur avec lui. »
Au cours de son séjour à Tübingen, en 1536, Mélanchthon fut sévèrement pris à partie par Konrad Cordatus (de) (1480-1546), prédicateur à Niemegk, parce qu'il enseignait que les œuvres étaient nécessaires pour le salut. Dans la deuxième édition de ses Loci (1535) il abandonna sur le déterminisme la stricte doctrine qu'il avait d'abord défendue et qui allait même au-delà de celle d'Augustin, et à la place enseigna plus clairement ce qu'il appelait le synergisme. Il réfuta les attaques de Cordatus dans une lettre à Luther et à ses collègues, en déclarant qu'il n'avait jamais abandonné leurs enseignements communs sur ce sujet, et dans la controverse de 1537 sur l'antinomisme, Mélanchthon fut en harmonie avec Luther.

## Relations avec Luther
Les relations personnelles entre les deux grands réformateurs durent résister à bien des épreuves pendant ces années-là, du fait qu'Amsdorf et quelques autres essayaient de monter Luther contre Mélanchthon, si bien que son séjour à Wittemberg sembla par moments presque insupportable à Mélanchthon, qui se comparait à « Prométhée enchaîné sur le Caucase. » 
Vers cette époque eut lieu l'épisode du deuxième mariage de Philippe de Hesse. Mélanchthon, tout comme Luther, bien qu’embarrassé, considéra la séparation préalable de l'union existante et rédigea un compromis mais conseilla à Philippe de rester discret - et assista au remariage. Cependant, la chose fut rendue publique et les théologiens discrédités. Cette publication l'affecta à tel point qu'il tomba gravement malade à Weimar, d'autant plus que Charles-Quint eut alors un moyen de pression sur l’électeur de Saxe, qu'il somma sous peine de mort de ne plus avoir de collusion avec la Ligue de Smalkalde. Cet incident donna l’occasion à l’empereur de reprendre le contrôle de certains États évangéliques.
En octobre 1540, Mélanchthon prit une part importante au colloque religieux de Worms, où il défendit fermement les doctrines de la Confession d'Augsbourg. Il utilisa comme base de discussion une édition de la Confession d'Augsbourg qui avait été révisée par lui (1540) et fut appelée par la suite Variata. 
Bien qu'Eck eût montré le changement assez substantiel de l'Article X concernant la Cène, les protestants n'en furent pas offensés. 
Le colloque n'échoua pas, comme certains l'affirment, en raison de l'obstination et de l'irascibilité de Mélanchthon, mais à cause de l'impossibilité de faire aux catholiques davantage de concessions. 
Le colloque de Ratisbonne en mai 1541 fut aussi infructueux, par suite de l'adhésion ferme de Mélanchthon aux articles sur l'Église, les sacrements et la confession auriculaire.
Ses vues concernant la Cène, développées en union avec Bucer à l'occasion d'un projet de réformation pour l'Électorat de Cologne (1543), lui valurent une critique sévère de la part de Luther qui souhaitait une déclaration claire sur la question de savoir «  si le vrai corps et le vrai sang étaient reçus physiquement ». Depuis sa chaire, Luther laissa libre cours à son déplaisir, et Mélanchthon s'attendait à être chassé de Wittemberg. 
Seuls les efforts du Chancelier Gregor Brück et de l'électeur réussirent à tempérer sa colère ; mais à partir de ce moment, Mélanchthon dut souffrir de la mauvaise humeur de Luther, alors qu'il était affligé par divers problèmes domestiques. 
La mort de Luther, le 18 février 1546, l'affecta de la façon la plus pénible, non seulement à cause de ce qu'ils avaient vécu en commun pendant leurs vies et dans leurs luttes, mais aussi parce qu'il la considérait comme une grande perte pour l'Église protestante.

## Controverses avec Flacius
La dernière partie de sa vie fut remplie de difficultés et de souffrances ; cela commença par les controverses sur les Intérims et les adiaphora (1547). 
Au vrai, Mélanchthon avait rejeté l'Intérim d'Augsbourg, que l'empereur avait essayé d'imposer aux protestants vaincus, mais au cours des négociations concernant ce qu'on appelle l'intérim de Leipzig, il fit des concessions que sur bien des points il est difficile de justifier, même si l'on tient compte de sa position difficile, opposé qu'il était à l'électeur et à l'empereur.
En acceptant certains usages romains, Mélanchthon partait de l'opinion qu'il s'agissait d'adiaphora si rien n'était changé dans la pureté de la doctrine et des sacrements institués par Jésus, mais il ne voyait pas que les concessions faites dans de telles circonstances devaient être regardées comme un reniement des convictions évangéliques.
Mélanchthon lui-même prit conscience de ses fautes avec le temps et les regretta, ayant dû peut-être souffrir plus qu'il n'était juste du mécontentement de ses amis et de la haine de ses ennemis. Désormais jusqu'à sa mort il fut pénétré de trouble et de souffrance. Après la mort de Luther il devint le « chef théologique de la Réformation allemande », chef contesté cependant : les Luthériens avec Matthias Flacius à leur tête, l'accusaient d'hérésie et d'apostasie, lui et ses disciples. De fait, la mort de Luther fragilise le camp protestant « luthérien » dans l'espace germanophone. Les partisans de Luther se divisent rapidement en deux camps opposés: les philippistes , partisans de Melanchton et les gnésio-luthériens ("gnésio" signifie vrai, véritable, en grec) qui ne pardonneront pas à Melanchton de retoucher quoi que ce soit aux écrits de Luther. Les gnésio publient même les propos de table de Luther, sous le titre de Tischreden.
Attristé par ces nouvelles divisions au sein du camp luthérien, Melanchton, comme Bucer, se fera l'un des champions de l'unité protestante, sans succès. 
Melanchton meurt le 19 avril 1560 à Wittemberg. Il est inhumé dans l'église de la Toussaint, auprès de Martin Luther.

## Œuvres

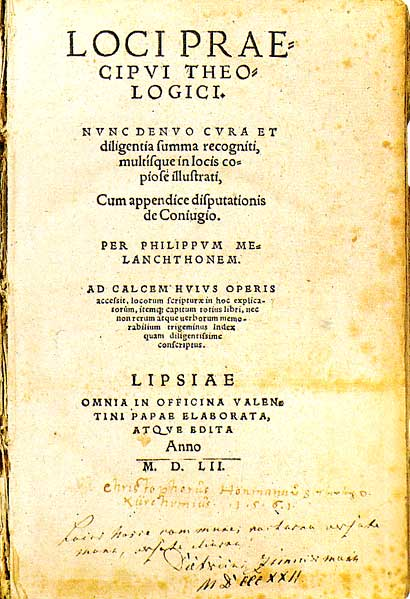
Page de garde des Loci praecipui theologici de 1552

- La foi des Églises luthériennes. Confessions et catéchismes / textes publiés par André Birmelé et Marc Lienhard ; traduction d'André Jundt et Pierre Jundt. Paris : Éd. du Cerf ; Genève : Éd. Labor et fides, 1991. 605p.  (ISBN 2-204-04066-5 et 2-8309-0611-X). <textes de Mélanchthon et Luther>
- Digitalisat, Université de Tours (Les bibliothèques virtuelles humanistes) : Von der Kierchen und alten Kierchenleren; Das die Fursten aus Gottes beuelh vnd gebot schuldig sind bey iren vnterthanen abgötterey vnd falsche lehr abzuthun; Widder den unreinen Bapsts Celibat und verbot der Priesterehe, 1540 (Des Églises et des anciennes doctrines ecclésiastiques ; Dans quelle mesure les princes sont dans l'obligation, de par les ordres et commandements divins, d'abolir l'idolâtrie et les fausses doctrines chez leurs sujets ; Contre l'impur célibat papiste et l'interdiction du mariage des prêtres). (http://www.bvh.univ-tours.fr/Consult/index.asp?numfiche=220).

## Hommage
- L'astéroïde (7906) Mélanchthon a été nommé en son honneur.
- Une église de Cologne, dans le quartier de Zollstock, porte son nom.